# Trachydoras microstomus
Trachydoras microstomus är en fiskart som först beskrevs av Eigenmann 1912.  Trachydoras microstomus ingår i släktet Trachydoras och familjen Doradidae. Inga underarter finns listade i Catalogue of Life.